# Jenny Beck
Jennifer Beck, detta Jenny (Los Angeles, 3 agosto 1974), è un'attrice statunitense.

## Biografia
Divenne famosa negli anni ottanta per aver interpretato il ruolo della piccola Elizabeth Maxwell nella miniserie televisiva V - Visitors.
È anche conosciuta per aver recitato nella serie televisiva Paradise nel ruolo di Claire Carroll.

## Filmografia

### Cinema
- Corda tesa (Tightrope), regia di Richard Tuggle (1984)
- Troll, regia di John Carl Buechler (1986)

### Televisione
- I ragazzi di padre Murphy (Father Murphy) – serie TV, 5 episodi (1982)
- V - Visitors (V: The Final Battle) – miniserie TV, puntata 3 (1984)
- Hotel – serie TV, episodio 2x07 (1984)
- Visitors (V) – serie TV, episodi 1x01-1x09 (1984)
- The Canterville Ghost, regia di William F. Claxton – film TV (1985)
- Detective per amore (Finder of Lost Loves) – serie TV, episodio 1x15 (1985)
- T.J. Hooker – serie TV, episodi 2x20-4x19-5x01 (1983-1985)
- Falcon Crest – serie TV, episodi 5x28-5x29 (1986)
- Matlock – serie TV, episodio 1x04 (1986)
- La piccola grande Nell (Gimme a Break!) – serie TV, episodio 6x20 (1987)
- Paradise – serie TV, 23 episodi (1988-1991)
- Pappa e ciccia (Roseanne) – serie TV, episodio 3x16 (1991)